# یواس‌اس لوسیل روس (اس‌پی-۱۲۱۱)
یواس‌اس لوسیل روس (اس‌پی-۱۲۱۱) (به انگلیسی: USS Lucille Ross (SP-1211)) یک کشتی بود که طول آن ۷۰ فوت ۷ اینچ (۲۱٫۵۱ متر) بود. این کشتی  در سال ۱۸۹۳ ساخته شد.